# Debar-tó
A Debar-tó (macedónul: Дебарско Езеро, albánul: Liqeni i Dibrës, arománul: Debarsko Ezero) egy mesterséges tó Észak-Macedónia nyugati részén, közvetlenül az albán határ mellett, Debar város közelében, amelyről a nevét kapta.

## Jellemzői
Egy Špiljénél lévő gát rekeszti el a Fekete-Drint, az ország második leghosszabb folyóját, amelynek felduzzasztásával kialakították a tavat. A Debar-tó területe 13,2 négyzetkilométer , és Észak-Macedónia legnagyobb tavai közé tartozik. Mélysége 92 méter, és 580 méter magasan fekszik az Adriai-tenger felett. A tavat 1966 és 1968 között hozták létre, miután a meglévő špiljei gátat 102 méteresre emelték 1966 és 1968 között. A tározó feltöltése 1969-ben fejeződött be.
A Debar völgyében, Debartól öt kilométerre található Debar-tó rendelkezik a legnagyobb vízmennyiséggel a mesterséges tavak közül Észak-Macedóniában. A keleti partjától nem messze található a Debar-sziget, amely Pralenik falutól mintegy 1 km-re északnyugatra található. A tó hőmérséklete minimum 3 Celsius-fok, a maximum pedig 23,9 fokig emelkedik. A Debar-tó a szenvedélyes horgászok kedvenc tava, nemcsak a hazaiak, hanem a szomszédos országokból érkezők körében is, a ponty és  pisztráng a legnépszerűbb zsákmány.

## Galéria

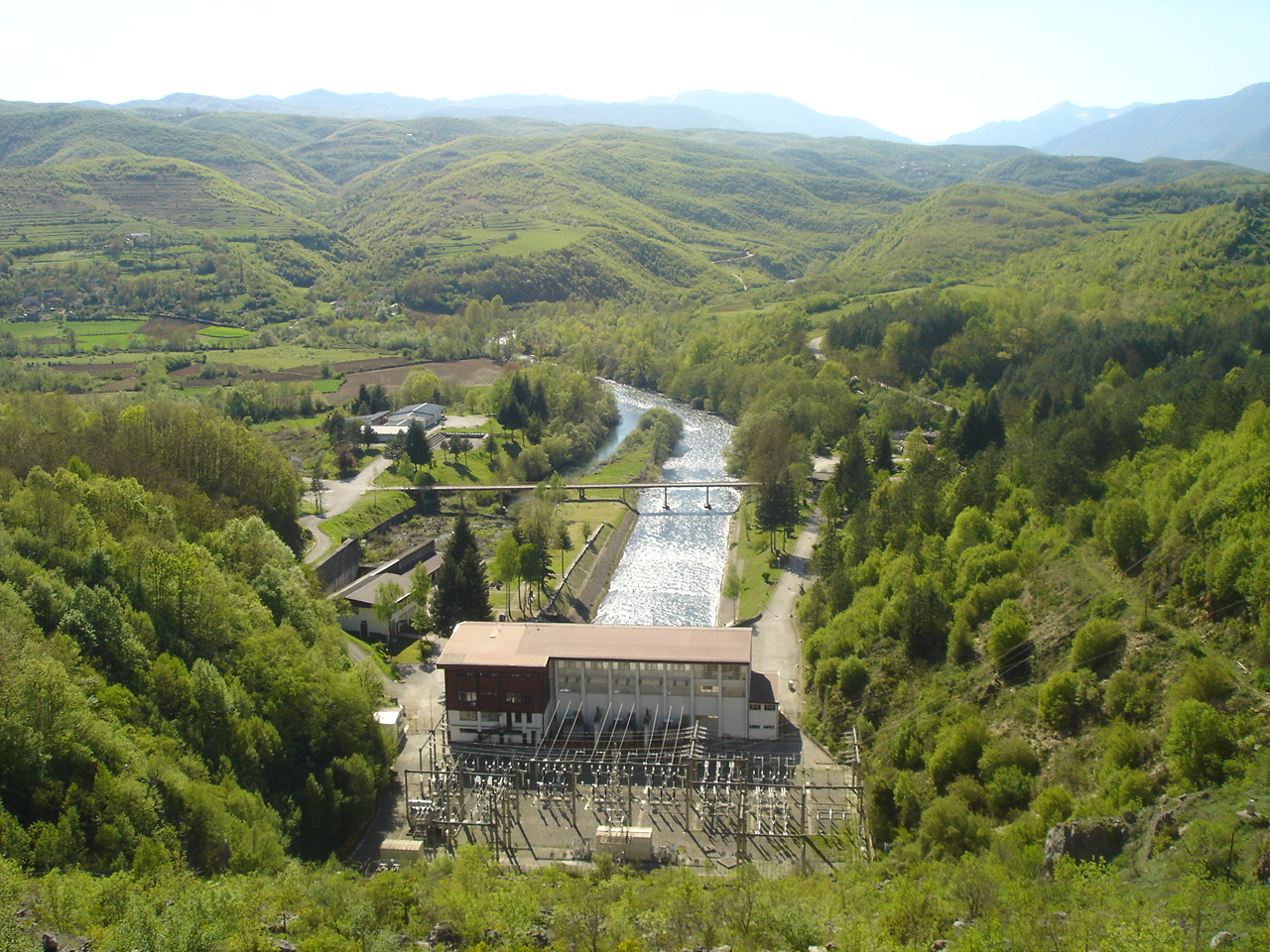
A vízerőmű épülete
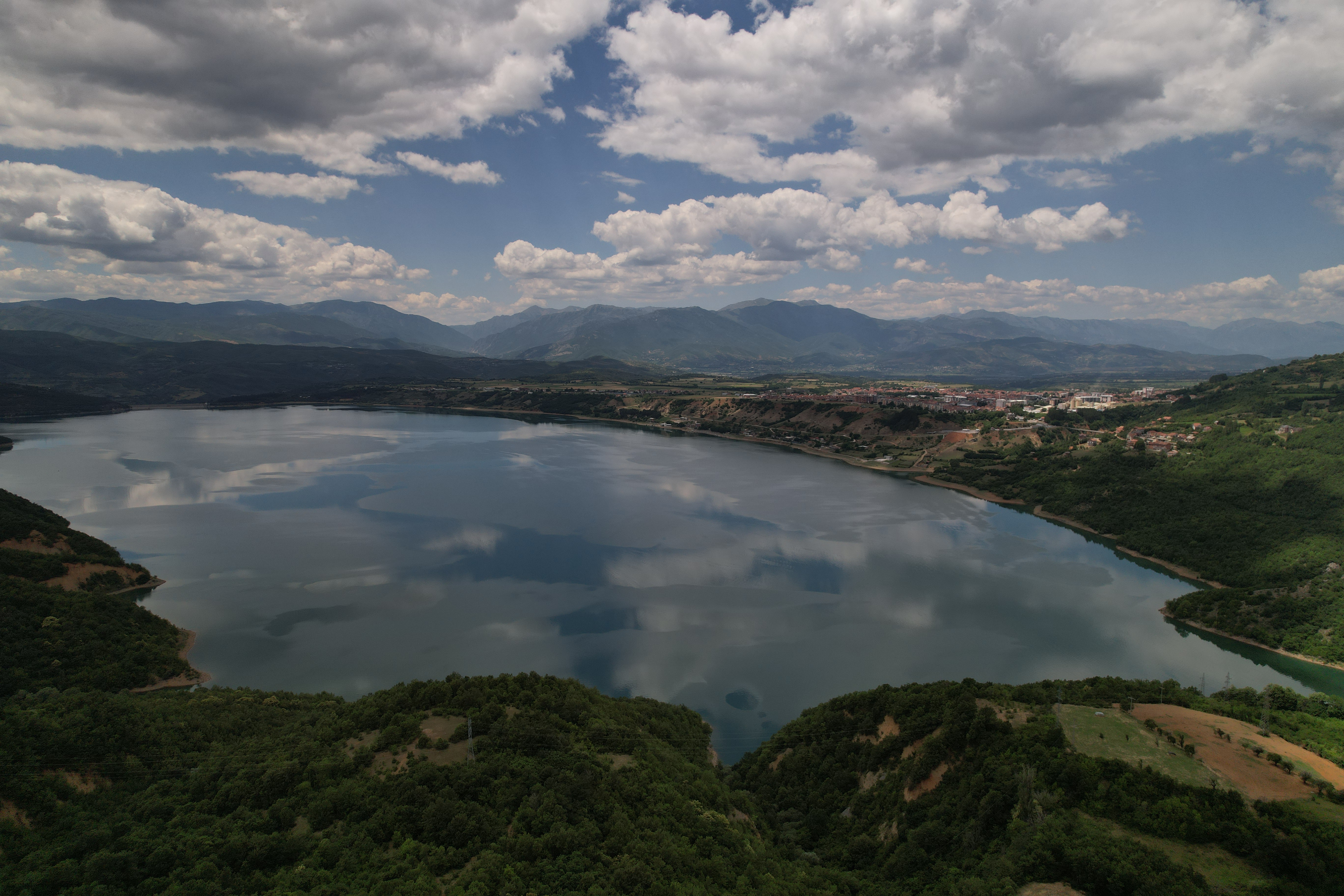
A víztározó nagy öblözete
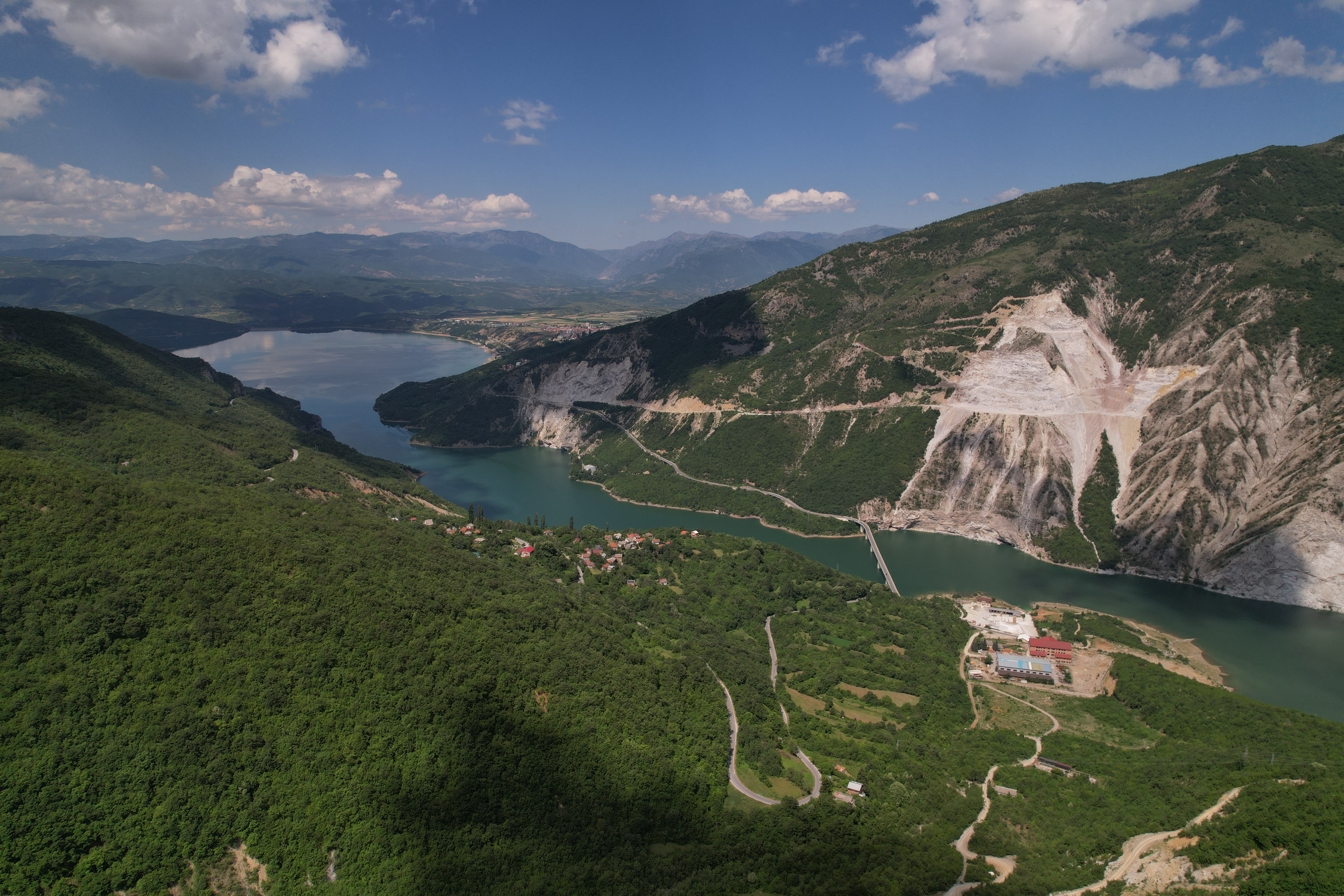
A gátépítéshez szükséges bányászat nyomai
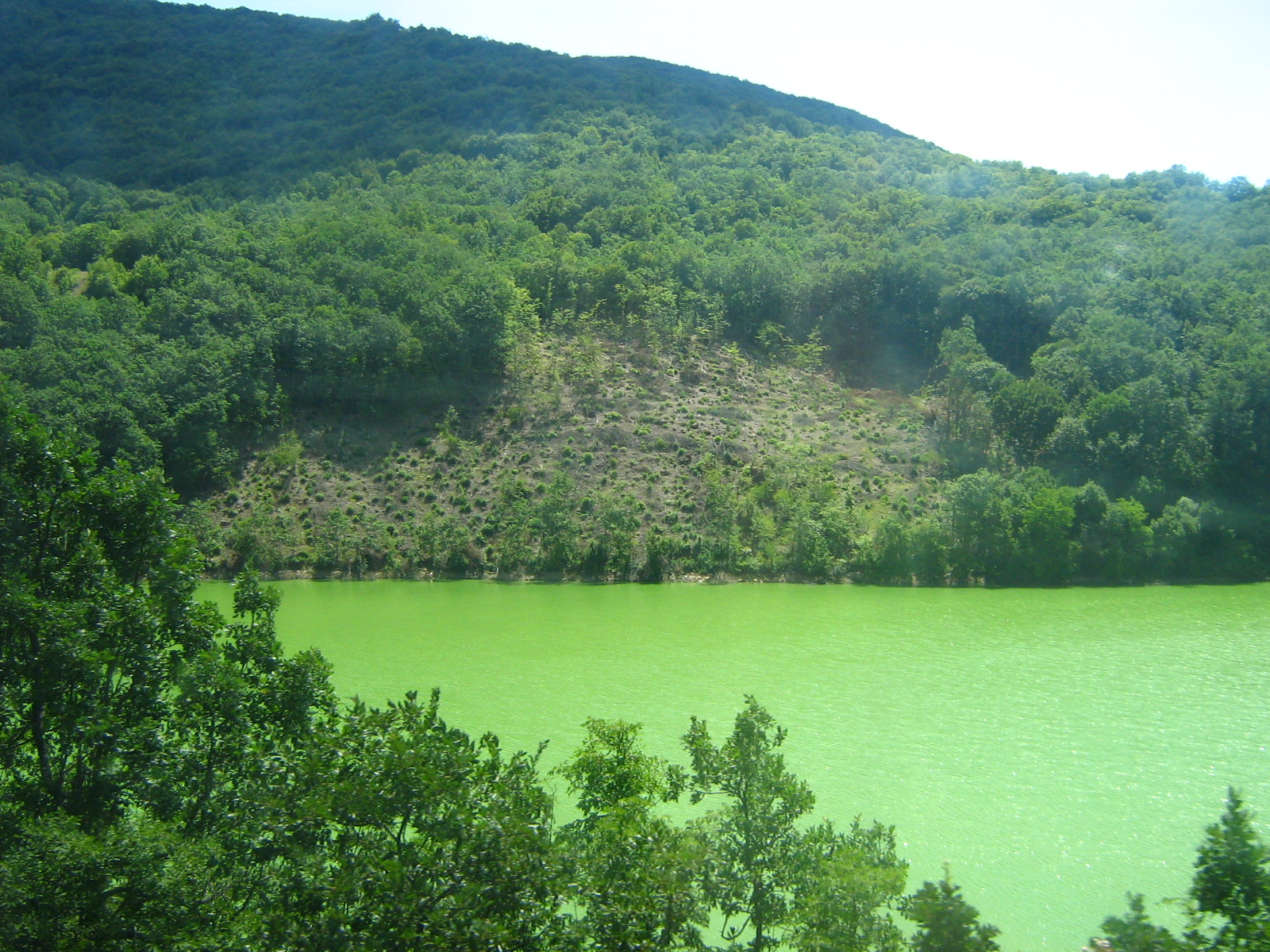
Algavirágzás 2008-ban

## Fordítás
- Ez a szócikk részben vagy egészben  a   Debar Lake című angol Wikipédia-szócikk ezen változatának fordításán alapul.  Az eredeti cikk szerkesztőit annak laptörténete sorolja fel. Ez a jelzés csupán a megfogalmazás eredetét és a szerzői jogokat jelzi, nem szolgál a cikkben szereplő információk forrásmegjelöléseként.